# Eurozine
Eurozine — мережа європейських культурологічних часописів, що об'єднує понад 70 журналів-партнерів та асоційованих часописів та інституцій з 34 країн Європи. Це також мережевий часопис, який видає власні статті та вибрані статті з партнерських журналів декількома мовами. Мережа була заснована у Відні в 1998 році на основі попереднього неформального об'єднання. Засновниками мережі є часописи Kritika & Kontext (Братислава), Mittelweg 36 (Гамбург), Ord&Bild (Гетеборг), Revista Crítica de Ciências Sociais (Коїмбра), Transit — Europäische Revue (Відень), та Wespennest (Відень). 

## Партнерські журнали
| Австрія: - dérive - L'Homme - Springerin - Transit - Wespennest Албанія: - Mehr Licht! Бельгія: - A Prior Magazine Білорусь: - Arche - Дзеяслоў Болгарія: - Critique & Humanism Боснія і Герцеговина: - Diwan Велика Британія: - Edinburgh Review - Index on Censorship - Mute - New Humanist Греція: - Cogito - Greek Political Science Review - Intellectum: A Journal of Generating Understanding Данія: - Passage Естонія: - Akadeemia - Vikerkaar Ізраїль: - Helicon Іспанія: - L'Espill - Lateral Італія: - Caffè Europa - Lettera internazionale - Reset - Semicerchio Латвія: - Rigas Laiks Литва: - Kultūros barai Північна Македонія: - Roots Німеччина: - Blätter für deutsche und internationale Politik - Gegenworte - Kulturbuch quadratur - Merkur - Mittelweg 36 - Osteuropa | Норвегія: - Le Monde diplomatique - Samtiden Польща: - FA-art - Krasnogruda - Res Publica Nowa - Zeszyty Literackie Португалія: - Artistas Unidos Revista - Revista Crítica de Ciências Sociais Росія: - Неприкосновенный запас - Новое литературное обозрение Румунія: - Dilema Veche - Euphorion Сербія: - Belgrade Circle Journal - Genero Словаччина: - Kritika & Kontext Словенія: - Balcanis - Dialogi - Sodobnost Туреччина: - Cogito - Varlık Угорщина: - 2000 - Magyar Lettre Internationale - The Hungarian Quarterly Україна: - ПроStory - Критика - Commons/Спільне Фінляндія: - Nuori Voima - Ny Tid Франція: - Esprit - Multitudes - Sens public Хорватія: - Nova Istra Чехія: - Host - Revolver Revue Швейцарія: - du Швеція: - Arena - Fronesis - Glänta - Ord&Bild |